# Сусайская волость
Сусайская волость (латыш. Susāju pagasts) — одна из 19 волостей Балвского края.
До 2021 года была в составе Вилякского края. В результате новой административно-территориальной реформы Вилякский край был упразднён, а Сусайская волость была включена в Балвский край.

## Население
Крупнейшими населёнными пунктами волости являются деревни Браслава (латыш. Brāslava), Чабатрова (латыш. Čabatrova), Эглява или Эглева (латыш. Egļava), Эржеполе (латыш. Eržepole), Гарстерделе (латыш. Garstērdele), Гайлова (латыш. Gailova), Груздова (латыш. Gruzdova), Илзини (латыш. Ilziņi), Ирикава (латыш. Irikava), Каригова (латыш. Karigova), Кейши (латыш. Keiši), Клани (латыш. Klāni), Кравали (латыш. Kravaļi), Крустацелмс (латыш. Krustacelms), Кулпене (латыш. Kulpene), Мейрова (латыш. Meirova), Межария (латыш. Mežarija), Муцукалнс (латыш. Mucukalns), Силс (латыш. Sils), Сроцкова (латыш. Skockova), Стомпаки (латыш. Stompaki), Сусайи (латыш. Susāji), Свилпова (латыш. Svilpova), Тутинова (латыш. Tutinova), Тереница (латыш. Tepenīca), Ведениеши (латыш. Vēdenieši).
По данным переписи населения Латвии 2011 года, из 618 жителей Сусайской волости латыши составили 93,2 % (576 чел.), русские —  6,3 % (39 чел.). На начало 2015 года население волости составляло 565 постоянных жителей.